# Assio
Assio är en ort i Burkina Faso.   Den ligger i regionen Boucle du Mouhoun, i den sydvästra delen av landet, 190 kilometer väster om huvudstaden Ouagadougou. Assio ligger 267 meter över havet och antalet invånare är 1 106.
Terrängen runt Assio är platt. Närmaste större samhälle är Wahabou, 4,9 kilometer nordost om Assio.
Omgivningarna runt Assio är en mosaik av jordbruksmark och naturlig växtlighet. Runt Assio är det ganska glesbefolkat, med 34 invånare per kvadratkilometer.